# Lijepa Tena
Lijepa Tena – utwór chorwackiego piosenkarza Igora Cukrova z gościnnym udziałem Andrei Šušnjary, który został wydany w 2009 roku. Piosenkę napisali Tonči Huljić (muzyka) i Vjekoslava Huljić (tekst).
W 2009 roku utwór został zakwalifikowany do stawki chorwackich eliminacji eurowizyjnych Dora 2009. 28 lutego został zaprezentowany w finale selekcji. Zdobył w nim największą liczbę 30 punktów w głosowaniu jurorów i telewidzów, dzięki czemu zajął pierwsze miejsce, zostając tym samym utworem reprezentującym Chorwację w 54. Konkursie Piosenki Eurowizji organizowanym w Moskwie. 14 maja został wykonany w drugim półfinale konkursu i zajął w nim trzynaste miejsce. Dzięki decyzji jurorów, którzy wybierali dziesiątego finalistę, piosenka zakwalifikowała się do finału. W finale, który odbył się 16 maja, zajęła ostatecznie osiemnaste miejsce po zdobyciu 45 punktów, w tym m.in. maksymalnej noty 12 punktów z Bośni i Hercegowiny
W 2009 roku w serwisie YouTube premierę miał oficjalny teledysk do utworu.

## Lista utworów
CD single
1. „Lijepa Tena”
2. „Bella Tena”
3. „Lijepa Tena” (Instrumental)

## Notowania na listach przebojów
| Kraj      | Lista (2009)          | Miejsce |
| --------- | --------------------- | ------- |
| Chorwacja | Croatian Top 20 Chart | 19      |